# Associação Atlética Portofelicense
A Associação Atlética Portofelicense é um clube brasileiro de futebol da cidade de Porto Feliz, interior do estado de São Paulo. Fundado no dia 25 de janeiro de 1943, suas cores são azul, vermelha e branca.

## História
Na década de 1940, funcionários da Usina de Açúcar de Porto Feliz, a "Societé Sucrerie Brasiliennes", de origem francesa, juntamente com outros esportistas porto-felicenses, sentiram a necessidade de se organizar para a prática de atividades esportivas e, comandados por lideranças da comunidade porto-felicense, iniciaram as primeiras reuniões, tendo como ponto de partida a aprovação dos estatutos, a eleição da primeira diretoria e a aquisição do terreno situado na então rua 13 de Outubro, atual Rua Cesário Mota, terreno medindo 16.472,00 metros quadrados, de propriedade do casal Antonio Gibim e Rita Baus Gibim, local onde se encontra hoje o Estádio Dr. Julien Fouque.
A compra do terreno foi a prazo e os pagamentos realizados através de arrecadações feitas entre os simpatizantes da recém formada entidade, e assim, oficialmente em 25 de janeiro de 1943, nasceu a Associação Atlética Portofelicense, que adotou inicialmente as cores amarelo e preto. Após o pagamento total do terreno, em 25 de julho de 1945 foi lavrada a escritura definitiva, que se encontra registrada em nome da Associação Atlética Portofelicense,  no livro 3 Q,  número 4.632, fls. 121 do Cartório de Registro de Imóveis da Comarca de Porto Feliz / SP,  exato momento  em que o clube se encontrava em plena atividade, participando de todas as competições locais e regionais, e obtendo resultados que já desenhavam sua caminhada vitoriosa no esporte.
No ano de 1947 foi criada pela Federação Paulista de Futebol a Segunda Divisão de Profissionais, sendo a Associação Atlética Portofelicense convidada para dela fazer parte como fundadora.  Em 1948, e nos anos seguintes, Porto Feliz teve o privilégio de ver desfilar no Estádio Dr. Julien Fouque, pelo Campeonato Paulista, as equipes profissionais da Ponte Preta, Guarani, São Caetano Esporte Clube, e outras tradicionais do interior paulista, bem como Palmeiras, Corinthians, Juventus e muitos outros clubes de expressão das divisões principais de São Paulo e outros  estados, em jogos amistosos. Em 1969, a Portofelicense desativou seu departamento profissional.

## Campeonatos
Em sua trajetória, a Associação Atlética Portofelicense sempre participou de todas as atividades para as quais era convidada, e em inúmeras vezes ou por sua própria iniciativa, participava de eventos locais, regionais, estaduais e até mesmo nacionais.
Participou da fundação da Liga Portofelicense de Futebol no ano de 1955, tendo conquistado 20 títulos amadores até a oportunidade e sendo em outras campeã invicta, é inclusive a atual campeã.
Além de fundadora da Segunda e Terceira Divisão de Profissionais e Liga Portofelicense de Futebol, a Portofelicense participou de todos os campeonatos oficiais da Federação Paulista de Futebol Amador, Amador do Estado, Liga Portofelicense de Futebol, Campeonato Paulista de Basquetebol Feminino, quando teve oportunidade de enfrentar Paula, Branca, Marta e outras jogadoras que posteriormente se projetaram no cenário brasileiro, participou por inúmeras vezes da Corrida Internacional de São Silvestre, e constantemente representava Porto Feliz em torneios intermunicipais
No ano de 1978, participando do campeonato brasileiro de futebol amador promovido pelo jornal A Gazeta Esportiva, Companhia de Cigarros Souza Cruz e Federação Paulista de Futebol, sagrou-se Campeã Nacional da Copa Arizona de Futebol Amador, feito esse que projetou não só o clube como também a cidade de Porto Feliz no cenário esportivo brasileiro, oportunidade em que enfrentou grandes clubes amadores do Brasil, vencendo com fortes equipes dos estados do Rio Grande do Sul, Santa Catarina, Paraná, São Paulo, Goiás, Rio de Janeiro, Minas Gerais, Rio Grande do Norte e Piauí.

## Participações
- Segunda Divisão (atual A-2) = 03 (três)

- 1948 - 1949 - 1950
- Terceira Divisão (atual A-3) = 11 (onze)

- 1954 - 1955 - 1956 - 1957 - 1958 - 1959 - 1964 - 1965 - 1966 - 1967 - 1968
- Quarta Divisão (atual Série B) = 04 (quatro)

- 1960 - 1961 - 1962 - 1963

## Julien Fouque
Entre as personalidades que se projetaram na trajetória do clube, não se pode deixar de mencionar  Dr. Julien Fouque, que deu seu nome ao Estádio.  Engenheiro nascido na França, veio para gerenciar a Usina de Açúcar de Porto Feliz, que pertencia a um grupo francês, aqui denominada Société Sucreries Bresiliennes. Apaixonado pelo futebol, logo que chegou  viu com bons olhos a formação do clube e juntou-se aos diretores, colaborando na organização e manutenção da vida amadora e profissional da Portofelicense.
Com o falecimento de Julien Fouque, em 1949, a Associação Atlética Portofelicense deixou de usar as cores amarelo e preta e adotou como suas cores oficiais o azul, vermelho e branco, cores da bandeira francesa, país de origem do homenageado.

## Gilberto Sampaio Torres
Grande Colaborador da Associação Atletica Portofelicense. Apaixonado pelo "Canarinho", articulador da participação do Clube na copa Arizona, dedicou-se intensivamente durante toda sua vida para elevação, grandiosidade e conquistas do time que adotou  no coração. Participou como Jogador, Técnico e Dirigente.
Faleceu em 27 de agosto de 2008 perpetuando seu nome no Memorial de Conquistas do Clube.

## Projetos atuais
Atualmente a Portofelicense mantém uma Escolinha de Futebol que reúne aproximadamente 250 crianças de 9 a 16 anos, equipe amadora com a participação de 26 atletas,  equipe de Veteranos com 22 jogadores e ainda uma equipe master de 50 anos, com 24 participantes, que utilizam de instalações como campo gramado, cercado e iluminado, vestiários amplos com duchas quentes, serviço de bar e estacionamento privativo.

## Títulos

### Nacional
- : Campeã Nacional da Copa Arizona de Futebol Amador: 1978

### Municipal
- 20 Vezes Campeã Amador Municipal